# Cepa apeca
Cepa apeca är en tvåvingeart som beskrevs av Thompson 2007. Cepa apeca ingår i släktet Cepa och familjen blomflugor.
Artens utbredningsområde är Costa Rica. Inga underarter finns listade i Catalogue of Life.